# Gustavo Barreto
Gustavo Bonatto Barreto (Nova Prata, Brasil; 10 de diciembre de 1995), conocido solo como Barreto,  es un futbolista brasileño. Juega de centrocampista y su equipo actual es el Avaí FC del Campeonato Brasileño de Serie B .

## Trayectoria
Barreto se greaduó de las inferiores del Criciúma en 2014, anteriormente pasó por las inferiores del Clube Esportivo de Bento Gonçalves y el Caxias do Sul, en este último club fue parte del plantel que disputó la Copa FGF en 2010.
Barreto debutó en la Serie A con el Criciúma el 23 de noviembre de 2014 en el empate 1-1 ante Flamengo. Tras cinco temporadas en el club, fue cedido a diversos clubes de Brasil hasta 2021, cuando dejó el Criciúma.
El 15 de agosto de 2022, fue cedido al RWDM belga.

## Estadísticas
Actualizado al último partido disputado el 13 de mayo de 2023.
| Club                   | Div.          | Temporada     | Liga  | Liga  | Liga estatal | Liga estatal | Copas nacionales | Copas nacionales | Copas internacionales | Copas internacionales | Total | Total |
| Club                   | Div.          | Temporada     | Part. | Goles | Part.        | Goles        | Part.            | Goles            | Part.                 | Goles                 | Part. | Goles |
| ---------------------- | ------------- | ------------- | ----- | ----- | ------------ | ------------ | ---------------- | ---------------- | --------------------- | --------------------- | ----- | ----- |
| Criciúma · Brasil      | 1.ª           | 2014          | 3     | 0     | 0            | 0            | —                | —                | —                     | —                     | 3     | 0     |
| Criciúma · Brasil      | 2.ª           | 2015          | 15    | 0     | 16           | 1            | 2                | 0                | —                     | —                     | 33    | 1     |
| Criciúma · Brasil      | 2.ª           | 2016          | 23    | 0     | 19           | 0            | 2                | 0                | —                     | —                     | 44    | 0     |
| Criciúma · Brasil      | 2.ª           | 2017          | 29    | 0     | 15           | 0            | 4                | 0                | —                     | —                     | 48    | 0     |
| Criciúma · Brasil      | 2.ª           | 2018          | 1     | 0     | 12           | 0            | 2                | 0                | —                     | —                     | 15    | 0     |
| Criciúma · Brasil      | Total club    | Total club    | 71    | 0     | 62           | 1            | 10               | 0                | 0                     | 0                     | 143   | 1     |
| Chapecoense · Brasil   | 1.ª           | 2018          | 9     | 0     | —            | —            | —                | —                | —                     | —                     | 9     | 0     |
| Chapecoense · Brasil   | Total club    | Total club    | 9     | 0     | 0            | 0            | 0                | 0                | 0                     | 0                     | 9     | 0     |
| RB Brasil · Brasil     | Est.          | 2019          | —     | —     | 11           | 0            | —                | —                | —                     | —                     | 11    | 0     |
| RB Brasil · Brasil     | Total club    | Total club    | 0     | 0     | 11           | 0            | 0                | 0                | 0                     | 0                     | 11    | 0     |
| RB Bragantino · Brasil | 2.ª           | 2019          | 27    | 0     | —            | —            | —                | —                | —                     | —                     | 27    | 0     |
| RB Bragantino · Brasil | 1.ª           | 2020          | 4     | 0     | 13           | 0            | 0                | 0                | —                     | —                     | 17    | 0     |
| RB Bragantino · Brasil | Total club    | Total club    | 31    | 0     | 13           | 0            | 0                | 0                | 0                     | 0                     | 44    | 0     |
| Ponte Preta · Brasil   | 2.ª           | 2020          | 14    | 1     | 0            | 0            | —                | —                | —                     | —                     | 14    | 1     |
| Ponte Preta · Brasil   | 2.ª           | 2021          | —     | —     | 6            | 0            | 2                | 0                | —                     | —                     | 8     | 0     |
| Ponte Preta · Brasil   | Total club    | Total club    | 14    | 1     | 6            | 0            | 2                | 0                | 0                     | 0                     | 22    | 1     |
| Botafogo · Brasil      | 2.ª           | 2021          | 31    | 0     | 0            | 0            | —                | —                | —                     | —                     | 31    | 0     |
| Botafogo · Brasil      | 1.ª           | 2022          | 2     | 0     | 10           | 0            | 1                | 0                | —                     | —                     | 13    | 0     |
| Botafogo · Brasil      | 1.ª           | 2023          | 0     | 0     | 0            | 0            | —                | —                | —                     | —                     | 0     | 0     |
| Botafogo · Brasil      | Total club    | Total club    | 33    | 0     | 10           | 0            | 1                | 0                | 0                     | 0                     | 44    | 0     |
| RWDM · Bélgica         | 2.ª           | 2022-23       | 20    | 1     | —            | —            | 2                | 0                | —                     | —                     | 22    | 1     |
| RWDM · Bélgica         | Total club    | Total club    | 20    | 1     | 0            | 0            | 2                | 0                | 0                     | 0                     | 22    | 1     |
| Total carrera          | Total carrera | Total carrera | 178   | 2     | 102          | 1            | 15               | 0                | 0                     | 0                     | 295   | 3     |

## Palmarés

### Títulos nacionales
| Título                      | Club          | País/Estado    | Año     |
| --------------------------- | ------------- | -------------- | ------- |
| Serie B                     | RB Bragantino | Brasil         | 2019    |
| Serie B                     | Botafogo      | Brasil         | 2021    |
| Segunda División de Bélgica | RWDM          | Bélgica        | 2022-23 |
| Recopa Catarinense          | Criciúma      | Santa Catarina | 2022-23 |
| Campeonato Catarinense      | Criciúma      | Santa Catarina | 2024    |
| Campeonato Catarinense      | Avaí          | Santa Catarina | 2025    |